# Эскадроны смерти Железной гвардии
Эскадроны смерти Железной гвардии — военизированные организации румынского ультранационалистического движения «Железная гвардия», действовавшие в 1930-е годы и следовавшие идеологии, сочетавшей фашизм и религиозно-националистический мистицизм. Существовало три эскадрона смерти: «Никадори» (рум. Nicadori), «Дечемвири» (рум. Decemviri) и «Рэзбунэтори» (рум. Răzbunători, Мстители). Они организовывали покушения на убийства высокопоставленных политиков в межвоенные годы.

## Теоретическая основа
Центральной частью идеологии Железной гвардии являлась смерть. Поэтому «легионерам», как называли членов Гвардии, необходимо было быть готовыми «к объятиям смерти» в любой момент, поскольку при вооружённом нападении на политических оппонентов «легионер» часто рисковал своей жизнью. Смерть в таком столкновении для «легионера» считалась почётной и отмечалась организацией в своём гимне
Гвардия поддерживала Румынскую православную церковь. Хотя церковь считала убийство грехом, Гвардия всегда объясняла свои действия как «дарование смерти» (сам Корнелиу Кодряну предпочитал использовать лаконичные выражения, поэтому не объяснял никогда подробно действия Гвардии). Согласно Кодряну, для достижения своей цели, строительства «новой Румынии и долгожданного возрождения румынской нации, цели всех усилий, борьбы и самопожертвования» легионеры должны были готовиться пожертвовать собой и стать мучениками за свою страну. Также он говорил, что с учётом противостояния со стороны государства, других партий и прессы:

«Легионеры» сами приняли решение обнять смерть. Эскадрон смерти — выражение этой решительности, которую разделяют все легионеры в стране. Это означает, что эта молодёжь желает принять смерти. Они хотят двигаться вперёд, через смерть.

С 3 по 5 апреля 1936 года в Тыргу-Муреше прошёл съезд студентов-сторонников Железной гвардии, на котором и было принято решение об образовании Эскадронов смерти. В мае 1933 года в книге «Руководство вождя гнезда» Кодряну писал: «Легионер любит смерть, и его кровью будет скреплена будущая Легионерская Румыния». В 1927 году, в самом начале существования Гвардии её члены клялись «быть сильными, разорвать все связи, соединяющие их с мирскими вещами [...] служить делу румынского народа и Креста». Легионеров призывали отказаться от материальных благ и думать о спасении души: они думали, что их смерть станет таким же искуплением для румынского народа, как смерть Иисуса на кресте во имя искупления грехов человечества. Один из идеологов Железной гвардии, Василе Марин, в 1934 году говорил об эскадроне смерти «Никадори» и сравнивал их поступки с мученической смертью:

Три молодых студента совершили деяние во службу великого дела. Вы все знаете, что это за деяние. Их жертва была вдохновлена великой идеей. Она была совершена во имя великой идеи. Они совершили это деяние и теперь платят свою цену.

Убийство «легионерами» политического противника или предателя означало жертвоприношение ради великой цели. Они отвергали христианское милосердие и признавали убийство. Они вдохновлялись самим Кодряну, который собирался организовать вместе с Ионом Моцей ряд политических убийств и осенью 1924 года в Яссах убил полицейского. На суде Кодряну заявил, что совершил убийство только по причине веры и любви к своей стране и обязался довести свои действия до конца. В итоге Кодряну и Моцу оправдали (Моца семь раз выстрелил в свидетеля обвинения Верникеску, но тот выжил), а обоих признали в Гвардии героями. Убийство встало вскоре востребованной деятельностью для «легионеров», и Кодряну продолжал наставлять своих соратников, призывая расправиться с врагами страны:

На следующий день после победы Легионеров мы соберём внеочередной трибунал, который будет судить [...] всех тех, кто вопреки законам этой страны, преследовал, заключал в тюрьмы или как-то наносил вред легионерам и их семьям [...] и никто не уйдёт от суда.

Михай Стелеску, бывший заместитель Кодряну, после ухода из Легиона публично осудил намерения Кодряну приносить в жертву молодёжь ради усиления его же власти и продвижения собственной карьеры, а также на манипуляции общественным сознанием, используя третьих лиц в качестве исполнителей убийств и отдавая их под суд. Однако легионеры были воодушевлены идеей, что к народу относились и живущие, и умершие люди, а герои страны всегда будут оказывать помощь всем нуждающимся. Этот элемент их идеологии включал в себя подлинную мистическую идею смерти во имя народа; те, кто был убит при исполнении обязанностей, тоже причислялись к героям, которые будут помогать и после смерти своим соратникам и поддерживать их начинающие. Именно по этому Моца отправился в Испанию, чтобы, как он считал, умереть во имя Румынии и добиться от Бога прощения грехов румынского народа. В своих литературных трудах возвеличивали смерть и легионерскую идеологию Мирча Элиаде, Раду Дюр, Константин Нойка и многие другие писатели.
Смерть «легионеров» была обыденным делом. По идеологическим соображениям многие осознанно шли на смерть, многие также без сомнений могли убить по тем же соображениям человека. Железной Гвардии вменялись убийства, совершённые тремя эскадронами смерти «Никадори», «Дечемвири» и «Рэзбунэтори», а также Жилавская резня в тюрьме в ночь с 26 на 27 ноября 1940 года (были убиты 64 политзаключённых, 46 охранников тюрьмы и ряд военных заключённых), убийство Николае Йорга и Виргила Мадгяру в ту же ночь, массовые убийства в эпоху национал-легионерского государства, преследования сотен офицеров, гражданских и еврейские погромы в Бухаресте во время восстания легионеров.

## Никадори
30 декабря 1933 года в 22:00 группа боевиков из эскадрона смерти «Никадори» (рум. Nicadori) застрелила премьер-министра Румынии Иона Дуку на станции Синая. Это было первое крупное политическое убийство в Румынии с момента убийства Барбу Катарджу, застреленного в 1862 году. Причиной убийства стали многочисленные аресты «легионеров» во время предвыборной кампании в Парламент Румынии в 1933 году: в ходе арестов были убиты 18 человек. Более того, «Никадори» были рьяными антисемитами и обвиняли Дуку в росте еврейской иммиграции и непозволении арумынам переселиться в Добруджу.
Название «Никадори» было взято в честь трёх боевиков эскадрона смерти:
- Николае Константинеску (студент Коммерческого колледжа Бухареста, четырежды выстрелил в Дуку из револьвера)
- Ион Караника (род. 1903 в Верии, изучал экономику в Салониках и Бухаресте, член Железной гвардии с 1930 года и защитник прав арумынов)
- Дору Белимаче (род. 1910 в Маловиште у Битолы, этнический арумын, в Бухаресте проживал с семьёй после Первой мировой войны; дипломированный филолог Бухарестского университета, также изучал право, но не закончил учёбу)

Всех троих приговорили к пожизненной каторге. Караника написал в тюрьме книгу об истории и культуре арумын, Белимаче же издал книгу «Фашистская революция» (рум. Revoluţia fascistă). Всех казнили 30 ноября 1938 года вместе с членами эскадрона «Дечемвири» и Корнелиу Кодряну, которых вывозили в Жилавскую тюрьму.

## Дечемвири
«Дечемвири» (рум. Decemviri) получили своё название в честь латинского названия цифры 10 — «decem», и именно столько человек было в эскадроне. 16 июля 1936 года они ворвались в больницу Брынковенеск к Михаю Стелеску и расстреляли его (было сделано от 38 до 200 выстрелов), после чего изрубили тело на куски и устроили танцы вокруг останков. Четверо убийц были студентами теологии. Поводом для убийства стали идеологические разногласия: Стелеску, ушедший из Гвардии из-за непримиримых разногласий с Кодряну, основал движение «Крестовый поход румынизма» и возглавил ряд публичных нападок на Кодряну. Кодряну не простил ему предательство, но отрицал какую-либо причастность к убийству.
Главой эскадрона был Ион Каратынасе, в отряде были также Иосиф Бозынтан, Штефан Чуркэ, Ион Пеле, Григоре Ион Стате, Ион Атанасиу, Гаврилэ Богдан, Раду Влад, Штефан Георгеску и Ион Трандафир. Всех арестовали и приговорили к пожизненной каторге, и 30 ноября 1938 года они также были расстреляны вместе с членами эскадрона «Никадори» и Корнелиу Кодряну, которых вывозили в Жилавскую тюрьму.

## Рэзбунэтори
«Рэзбунэтори» (рум. Răzbunătorii, буквально — Мстители) 21 сентября 1939 года застрелили премьер-министра Арманда Кэлинеску. Кэлинеску был главой МВД и, возможно, был причастен к убийству Кодряну. Спустя несколько месяцев после убийства капитанула легионеров спецслужбы короля Кароля II раскрыли заговор о покушении на Кэлинеску, и король приказал уничтожить без суда и следствия всех членов Железной гвардии. Точное число казнённых неизвестно, но оно, возможно, превысило 6 тысяч человек. В ответ на эти действия девять молодых «легионеров» устроили самосуд над Кэлинеску, застрелив его по пути к месту работы.
Убийцами были Мити Думитреску (адвокат Кодряну), Ион Ионеску (студент), Овидиу Исайя (фотограф), Ион Молдовяну (студент), Георге Параскивеску (студент), Чезар Попеску (студент), Марин Стэнчулеску (механик), Траян Попеску (студент), Ион Василиу (чернорабочий). В Кэлинеску были произведены не менее 20 выстрелов, также был убит его водитель и ранен его охранник. Незадолго до полуночи всех девятерых арестовали и привели к месту убийства, где все девять членов эскадрона смерти были убиты выстрелами в затылок из пистолетов и револьверов, отобранных у них ранее. Казнь свершилась на глазах у обычных граждан: место казни освещали фары грузовиков. Трупы пролежали там несколько дней. Над убитыми повесили баннер с надписью: «Отныне так будет с каждым, кто предаст страну» (рум. De acum înainte, aceasta va fi soarta trădătorilor de ţară). Так полицейским и солдатам предоставили карт-бланш в плане ликвидации любого человека по подозрению в сотрудничестве с «легионерами». Многие тысячи молодых людей были расстреляны, повешены или замучены до смерти в тюрьмах. Несколько сотен сбежали в Германию.